# Catalogue of Galactic Planetary Nebulae
Der Katalog Catalogue of Galactic Planetary Nebulae ist ein astronomischer Katalog, der die bis Ende 1999 bekannten planetaren Nebel der Milchstraße enthält. Nach seinen Autoren Luboš Perek und Luboš Kohoutek spricht man auch vom Perek-Kohoutek-Katalog.
Im Jahre 1967 hatten Luboš Perek und Luboš Kohoutek einen Katalog mit demselben Namen erstellt, er ist als CGPN (1967) bekannt. Der von Kohoutek in einem Artikel in Astronomy & Astrophysics beschriebene aktualisierte Katalog versteht sich ausdrücklich als Fortsetzung des 1967er Katalogs. Er enthält alle Objekte, die bis Ende 1999 als planetare Nebel klassifiziert und publiziert waren, sowie Listen von möglichen prä- und post-planetaren Nebeln. Diese spätere Version, die auch als CGPN (2000) bekannt ist, wurde in den Abhandlungen der Hamburger Sternwarte veröffentlicht. Dort finden sich weitere Kriterien für die Aufnahme von Objekten in den Katalog.
Das Tabellenwerk des Katalogs sieht wie folgt aus:
- Table 1: Eine Liste aller Objekte, die bis Ende 1999 als planetare Nebel klassifiziert und publiziert waren (1755 Einträge)
- Table 2: Eine um falsch-klassifizierte Objekte reduzierte Liste (1510 Einträge)
- Table 3: Die Differenzliste aus Table 1 und Table 2 mit einem Grund für die Fehlklassifizierung
- Table 4: Genauere Koordinaten von planetaren Nebeln
- Table 5: Eine Liste möglicher prä-planetarer Nebel
- Table 6: Eine Liste möglicher post-planetarer Nebel

und einige weitere Daten und Statistiken aus diesen Daten.
Die Objekte dieses Katalogs werden mit dem sogenannten PK-Bezeichner (PK steht für Perek, Kohoutek) identifiziert, der aus einer Zeichenkette für die galaktischen Koordinaten in ganzen Winkelgraden und einer durch einen Punkt abgetrennten laufenden Nummer für Objekte im betreffenden {\displaystyle 1^{\circ }\times 1^{\circ }}-Quadrat besteht. (Ein Beispiel ist 221+05.2, in der SIMBAD-Datenbank kann man den zugehörigen Nebel unter dem Identifier PK 221+05.2 finden.)
Zu diesen Ids werden im Katalog die Namen der planetaren Nebel und ihre Rektaszension und Deklination angegeben, jeweils für die Äquinoktien 1950 und 2000, sowie genauere galaktische Koordinaten als sie im PK-Bezeichner vorhanden sind.